# 復讐のドレスコード
『復讐のドレスコード』（ふくしゅうのドレスコード、原題：The Dressmaker）は、2015年10月29日に公開されたオーストラリアのコメディ映画。ロザリー・ハムの同名小説を原作にした映画作品。監督・脚本はジョスリン・ムーアハウス、主演はケイト・ウィンスレット、ジュディ・デイヴィス、リアム・ヘムズワース、ヒューゴ・ウィーヴィングが務めている。
日本では劇場未公開。WOWOWにて放映。2019年10月2日に『リベンジャー 復讐のドレス』のタイトルでアルバトロスからDVDソフト化 (ALBSD-2372)がなされる。パッケージのキャッチコピーは「そのドレスは、復讐の合図。」。

## キャスト
- ティリー（マートル）・ダネージ：ケイト・ウィンスレット
- モリー・ダネージ：ジュディ・デイヴィス
- テディ：リアム・ヘムズワース
- ファレット巡査部長：ヒューゴ・ウィーヴィング
- エルスベス：キャロライン・グッドオール

## スタッフ
- 監督：ジョスリン・ムーアハウス
- 製作：スー・マズリン
- 原作：ロザリー・ハム
- 脚本：ジョスリン・ムーアハウス、P・J・ホーガン
- 撮影：ドナルド・マカルパイン
- 音楽：デヴィッド・ハーシュフェルダー
- 編集：ジル・ビルコック